# アレクサンドル・デュマ・フィス

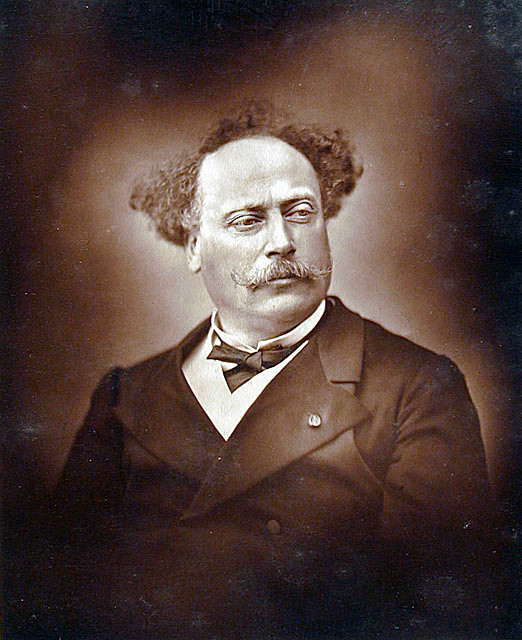
アレクサンドル・デュマ・フィス

アレクサンドル・デュマ・フィス（Alexandre Dumas fils, 1824年7月27日 - 1895年11月27日）は、フランスの劇作家、小説家。
父（大デュマ）と区別するために「小デュマ」、またはフィス（息子）を付けて呼ばれる。ロマン主義演劇の大家であった父の影響を受けながらも、小さな世界を写実的にしっとりと描く作風が特徴である。

## 生涯
同名の父・アレクサンドル・デュマと縫製工の母カトリーヌ・ロール・ラベ (Catherine Laure Labay) の私生児として、現在のパリ2区にあるボイエルデュー広場 (Place Boieldieu) 1番地に生まれた。1831年に認知され、できうる最高の教育を受け、現在のパリ9区にあるリセ・コンドルセに通った。
子供と引き離された母の苦悩や、青春期に受けた周囲からの偏見は、彼のその後の作風に大きく影響している。若い頃は父親の金で遊び呆けたものの、1844年暮れ、20歳の時に7人もの大金持ちのパトロンを持つ高級娼婦（クルチザンヌ）マリー・デュプレシと出会い、恋に落ちた。マリーは間もなく病死するが、1848年2月、24歳の時に彼女との思い出を小説『椿姫』として書き上げて出版し、これがデュマの代表作となった。1849年、勧めに従い1週間で戯曲版を書き上げ、翌1850年に上演されて大成功を収めた。この初演以降、デュマはパリの演劇界で絶大な影響力を持ち、経済、文学両面でも大成功を収め、アカデミー・フランセーズ入り（座席番号2）も果たした。

## 家族
- ロシア貴族の娘と結婚し、二人の娘をもうけている。孫のひとりアレクサンドル・リップマン(Alexandre Lippmann)は20世紀初頭にオリンピックのフェンシングのフランス代表として活躍した。
- 父方の祖父はトマ＝アレクサンドル・デュマで軍人、白人と黒人の混血（ムラート）だった。

## ギャラリー

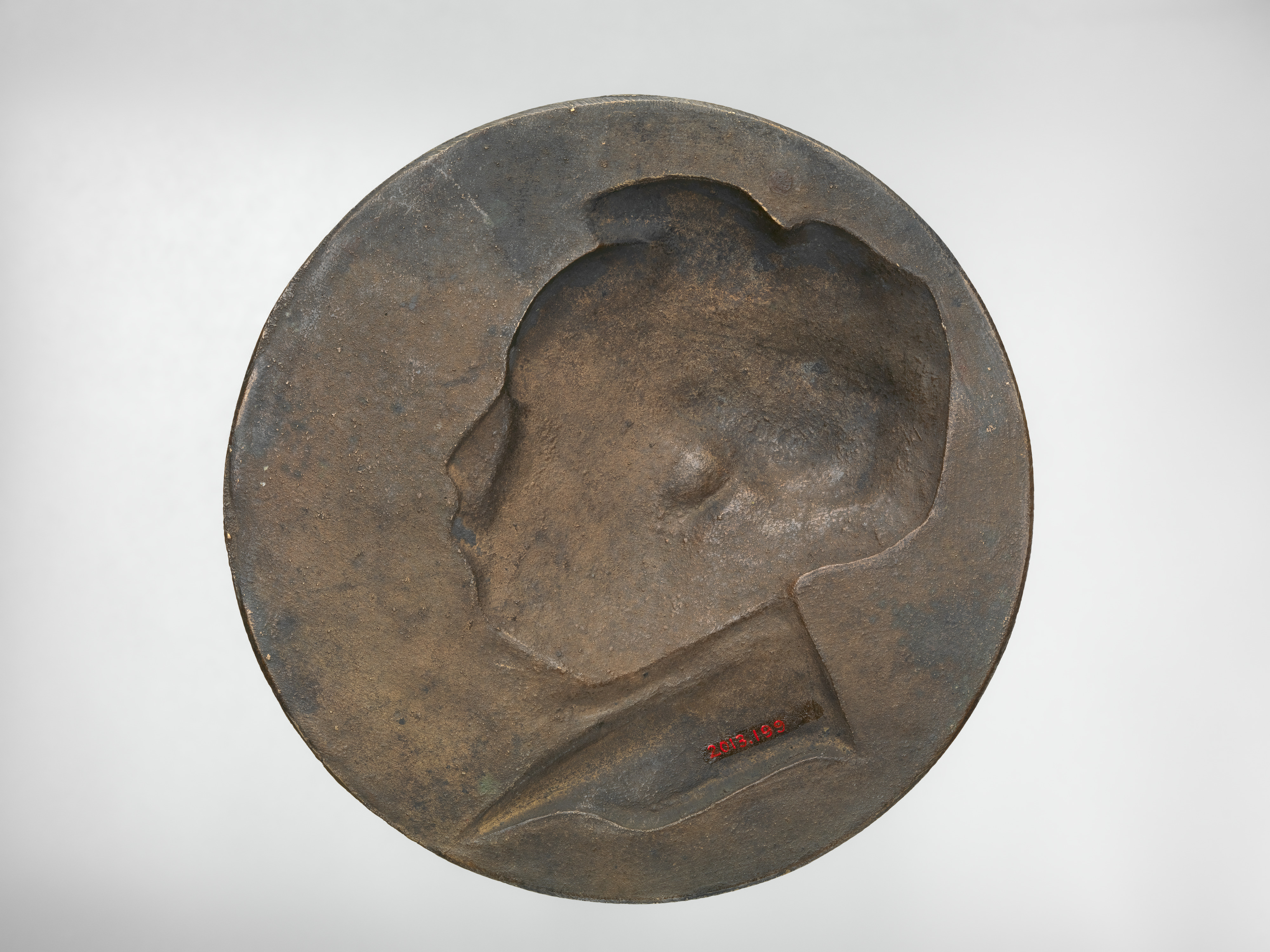
記念メダル
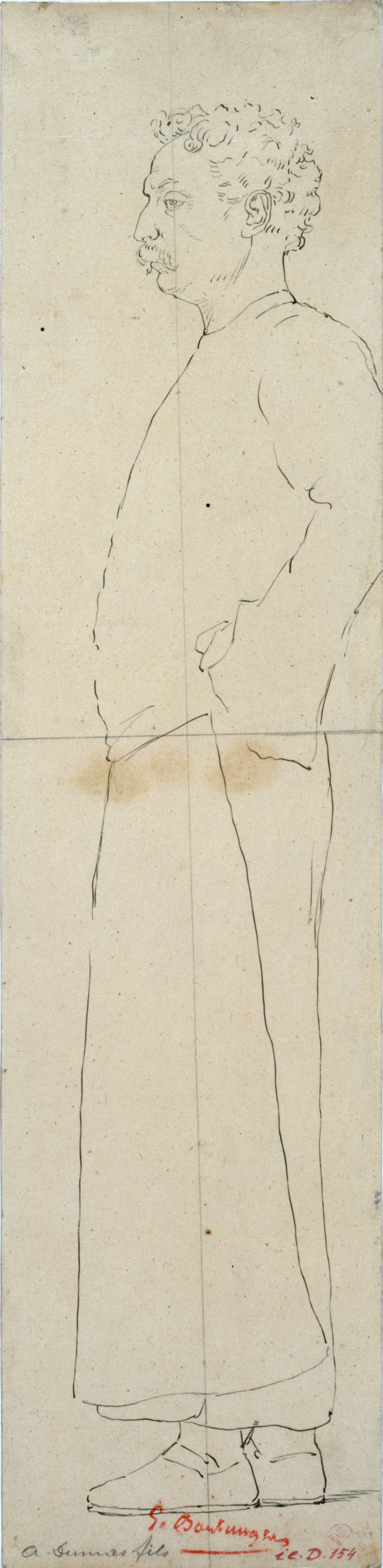
ギュスターヴ・ブーランジェによる絵画
フェリックス・ヴァロットンによる版画
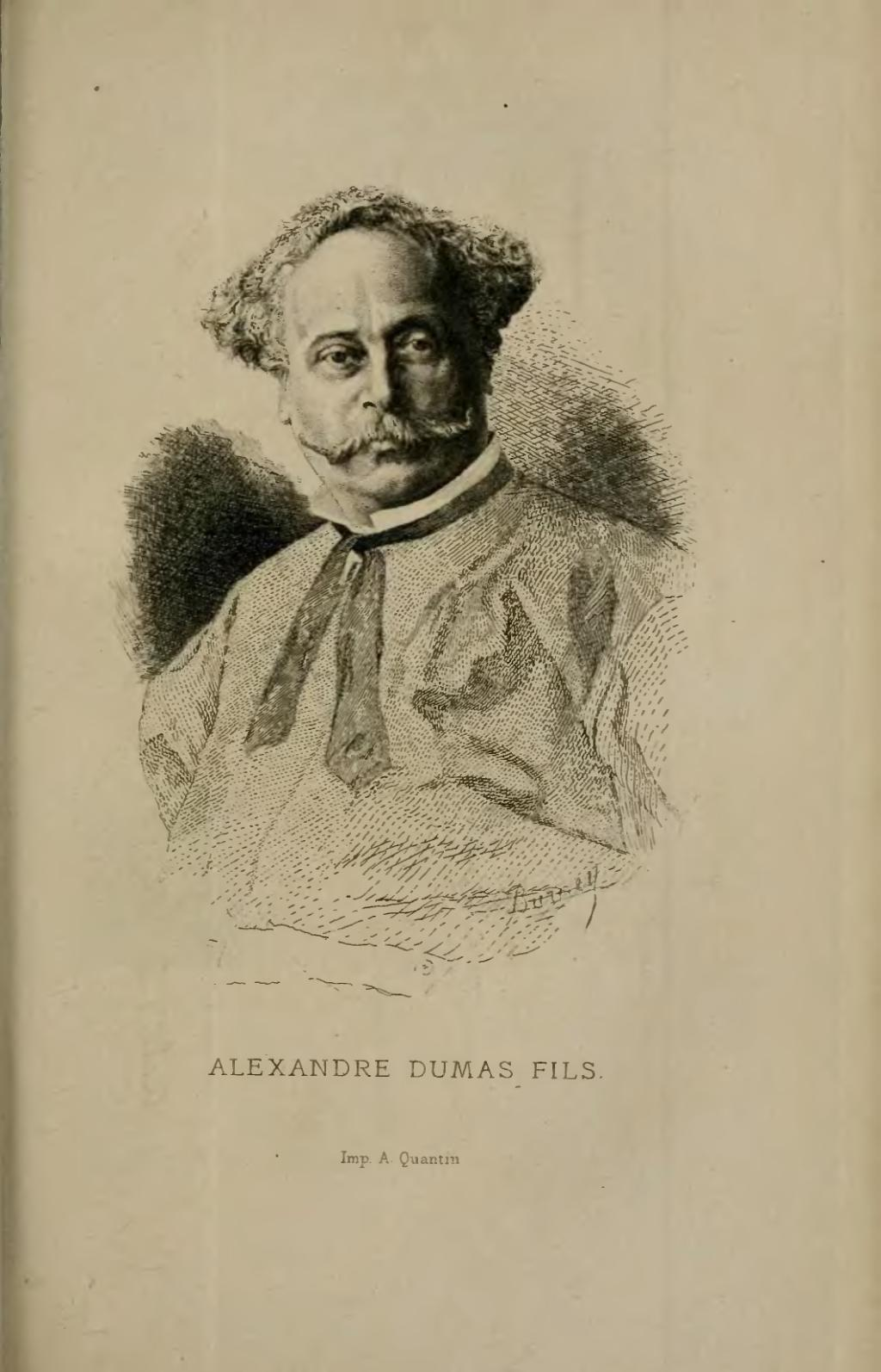
ジュール・クラルティ（英語版）の書物に描かれていた挿絵
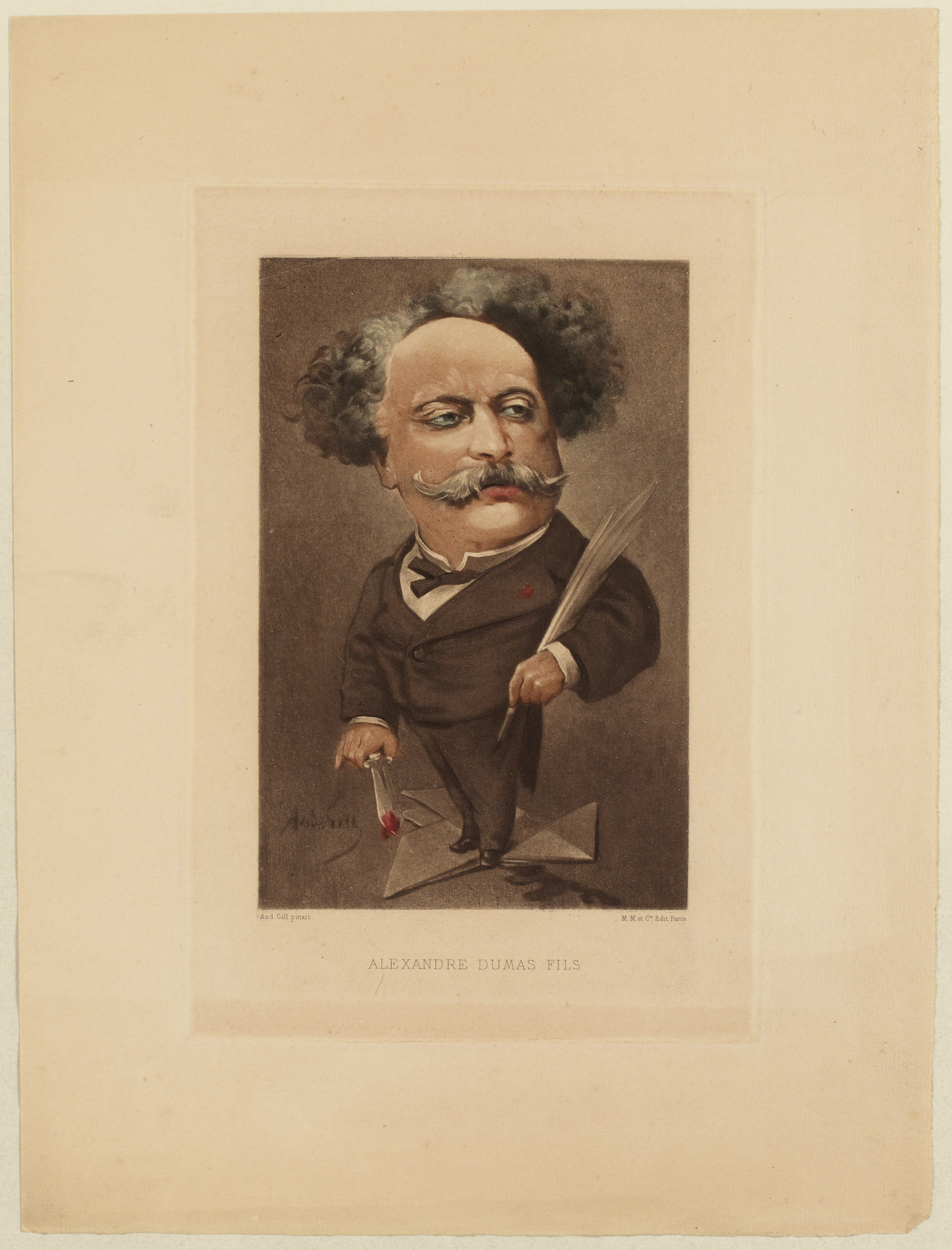
アンドレ・ジルによる風刺画
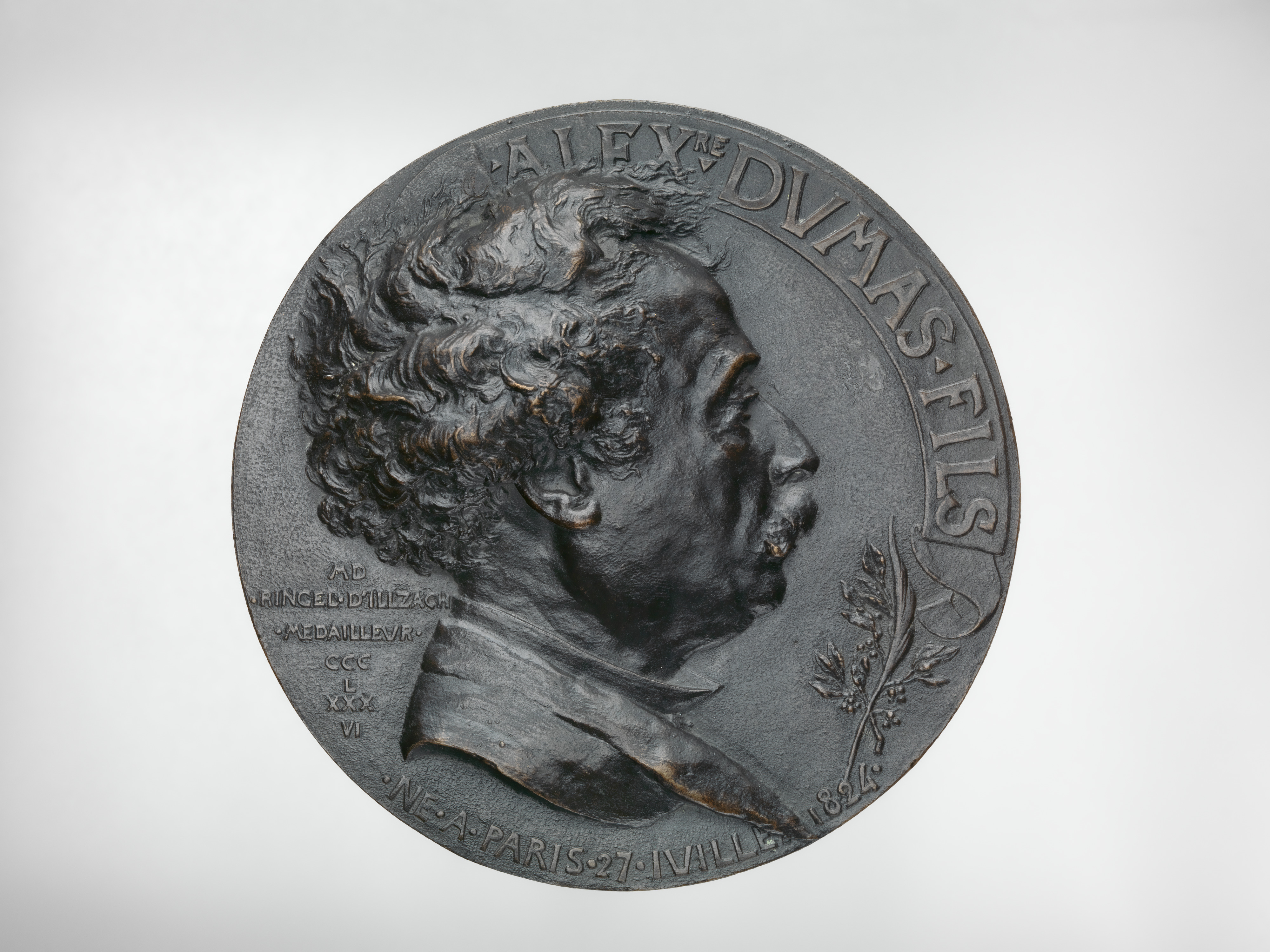
記念メダル
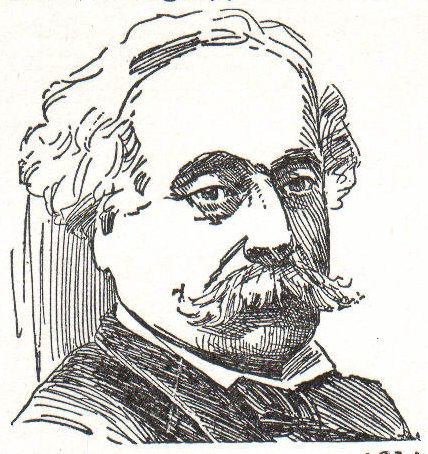
The New Student's Reference Workに描かれていた絵画
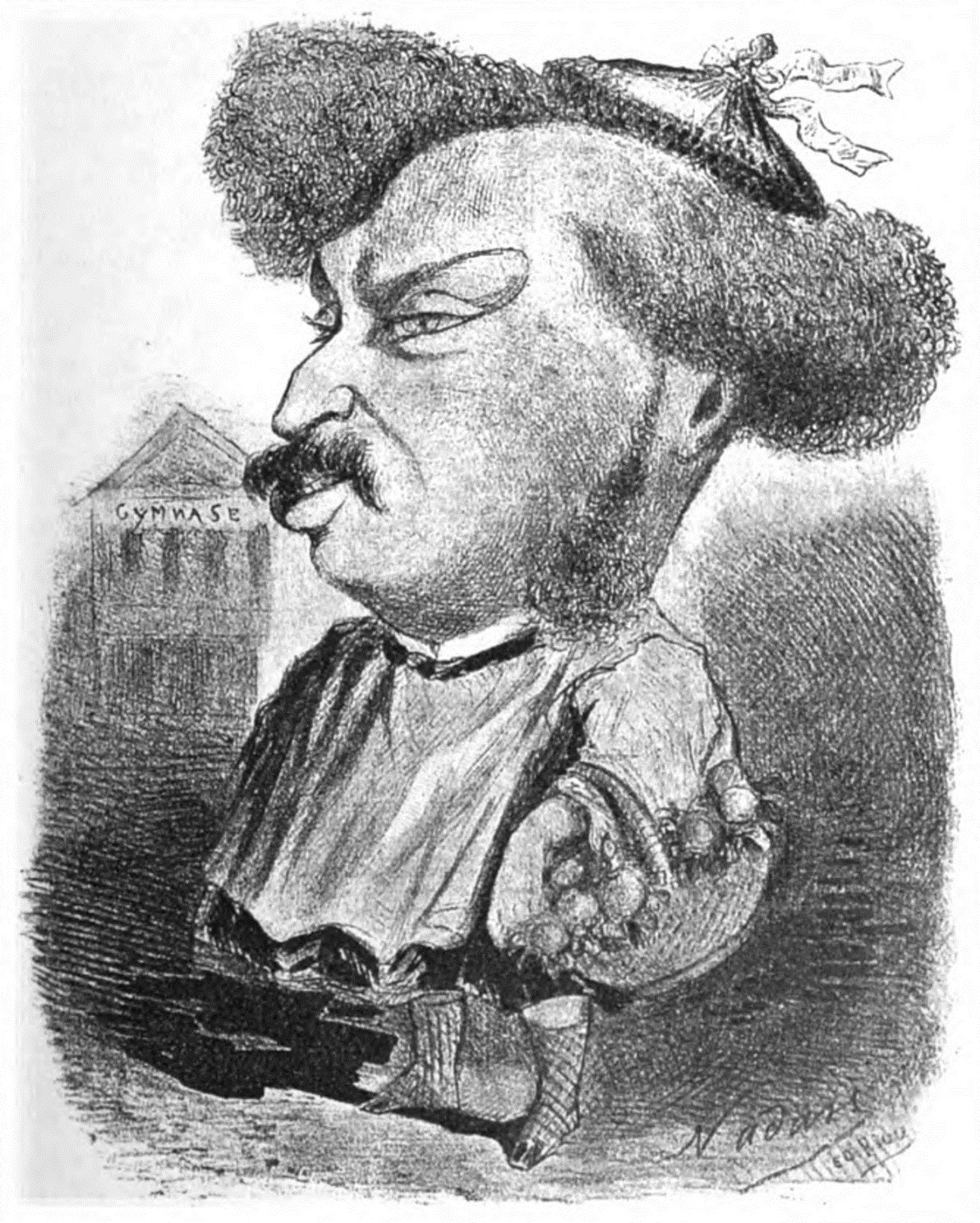
ナダールによる風刺画
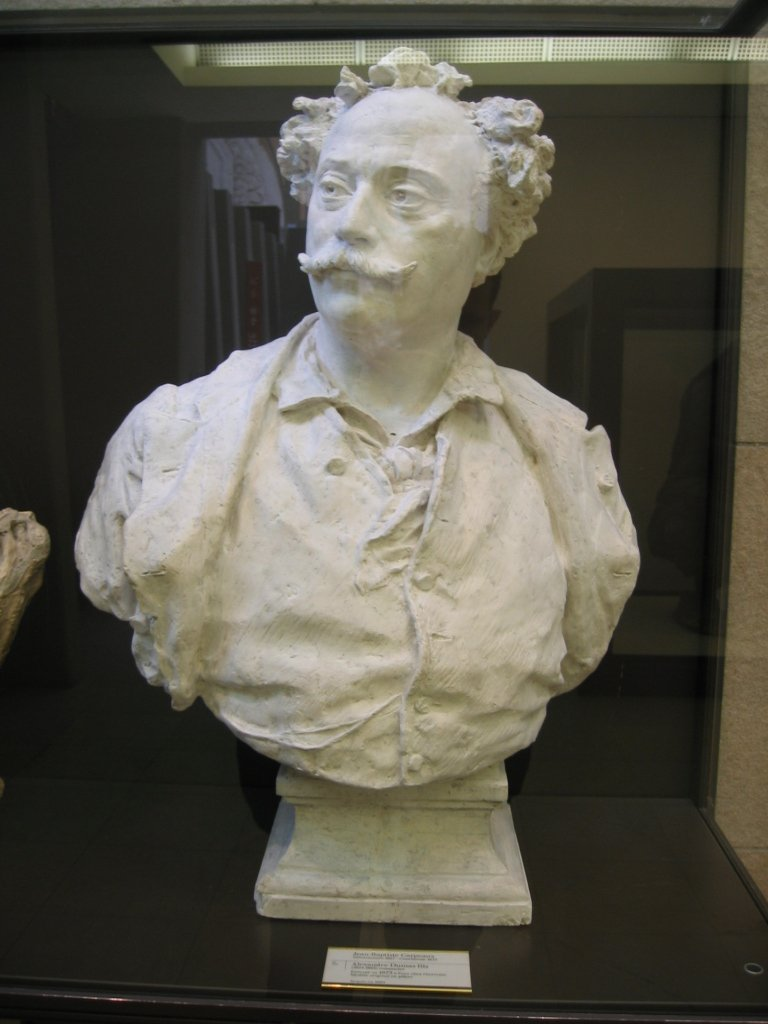
胸像、ジャン＝バティスト・カルポー作
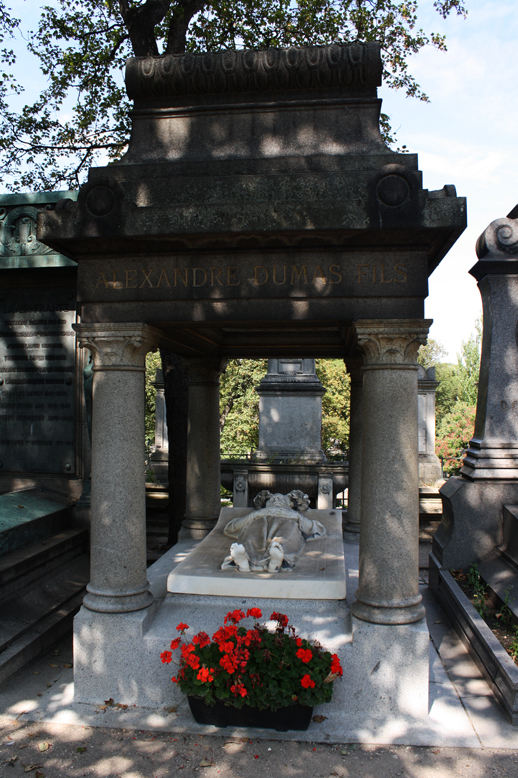
墓、モンマルトル墓地